# Anne Honoré Østergaard
Anne Honoré Østergaard (nascida em 24 de janeiro de 1981, em Aalborg) é uma política dinamarquesa, membro do Folketing pelo partido político Venstre. Ela foi eleita para o parlamento nas eleições legislativas dinamarquesas de 2019.

## Carreira política
Østergaard é membro do conselho municipal do município de Aalborg desde 2014. Ela foi eleita para o parlamento na eleição de 2019, onde recebeu 4.104 votos pelos liberais.